# باري رو
باري رو (بالإنجليزية: Barry Roux)‏ هو محامي جنوب أفريقي، ولد في 21 نوفمبر 1955 في مافكينج في جنوب أفريقيا.